# Distretto di Krosno
Il distretto di Krosno (in polacco powiat krośnieński) è un distretto polacco appartenente al voivodato della Precarpazia.

## Geografia antropica

### Suddivisioni amministrative
Il distretto comprende 9 comuni.
- Comuni urbano-rurali: Dukla, Iwonicz-Zdrój, Jedlicze, Rymanów
- Comuni rurali: Chorkówka, Jaśliska, Korczyna, Krościenko Wyżne, Miejsce Piastowe, Wojaszówka